# Torneo delle candidate
Il Torneo delle candidate è un torneo di scacchi organizzato dalla FIDE a cadenza biennale che determina la sfidante al titolo mondiale femminile.

## Storia
La FIDE introdusse la formula del match mondiale sulla falsariga del titolo open per l'edizione 1953 del mondiale femminile, mentre dal 1927 si era disputato con la formula del girone unico. Tra l'ottobre e il novembre del 1952 si disputò il primo torneo delle candidate della storia degli scacchi nella città di Mosca, allora capitale dell'Unione Sovietica. Il torneo si disputò con un girone all'italiana di sola andata e fu vinto dalla giocatrice sovietica Elisaveta Bykova, la quale vinse anche la sfida mondiale con la campionessa in carica e connazionale Ljudmyla Rudenko.
Nel 1955 si disputò la seconda edizione del torneo con 20 partecipanti. A vincere fu Ol'ga Rubcova con 15 punti su 19. Prima della sfida del 1956 per il titolo mondiale in cui la Rubcova avrebbe dovuto sfidare la Bykova, campionessa in carica, la FIDE decise che il titolo sarebbe stato assegnato con un triangolare tra le due sfidanti e la campionessa del mondo del 1950 Rudenko, poi vinto dalla Rubcova.
Dal 1971 al 1984 il torneo cambiò formato dal girone unico alla formula dell'eliminazione diretta, sulla falsariga del torneo dei candidati open, che mantenne il formato dei "match dei candidati" fino al 1993 (fino al 1995 la PCA). Dal 1971 la FIDE introdusse i tornei interzonali anche per qualificarsi al torneo delle candidate.
Dal 1986 al 1990 venne reintrodotto il girone unico all'italiana, stavolta con girone di andata e di ritorno a 8 partecipanti come nei tornei dei candidati open dei primi anni '60.
Dal 1991 al 1999 venne adottato un sistema misto con le prime due classificate che si qualificavano per giocare un match finale per stabilire la sfidante della campionessa del mondo in carica.
Dal 2000 seguendo come modello i campionati del mondo FIDE del periodo 1996-2004 venne abbandonato il modello del match mondiale, portando all'abolizione del torneo delle candidate.
Nel 2018 la FIDE decise di tornare di nuovo al sistema classico del match mondiale, reintroducendo il torneo delle candidate che venne disputato nel 2019 a vent'anni di distanza dall'edizione precedente a Kazan' in Russia. Il torneo venne vinto dal grande maestro russo Aleksandra Gorjačkina, che tuttavia non riuscì a strappare il titolo alla cinese Ju Wenjun nella sfida del 2020.

## Formato
Dal Torneo delle candidate del 2022 il formato è sulla falsariga del torneo dei candidati open. Le partecipanti sono 8 e si qualificano attraverso i seguenti criteri:
- La finalista del Campionato del mondo precedente.
- Le prime classificate del FIDE Women's Grand Prix - 2 giocatrici.
- Le migliori piazzate della Coppa del Mondo femminile - 3 giocatrici.
- La vincitrice del FIDE Women's Grand Swiss - 1 giocatrice.
- Rating più alto - 1 giocatrice.

Le 8 partecipanti si affrontano in un doppio girone all'italiana.

## Edizioni
| Anno | Luogo                     | Partecipanti | Formato | Vincitrice            | Punteggio |
| ---- | ------------------------- | ------------ | ------- | --------------------- | --------- |
| 1952 | Mosca                     | 16           | 1       | Elisaveta Bykova      | 11,5      |
| 1955 | Mosca                     | 20           | 1       | Ol'ga Rubcova         | 15        |
| 1959 | Plovdiv                   | 15           | 1       | Kira Zvorykina        | 11,5      |
| 1961 | Vrnjačka Banja            | 17           | 1       | Nona Gaprindashvili   | 13        |
| 1964 | Sukhumi                   | 18           | 1       | Alla Kušnir           | 12,5      |
| 1967 | Subotica                  | 18           | 1       | Alla Kušnir           | 13,5      |
| 1971 | Kislovodsk                | 4            | Ko      | Alla Kušnir           | -         |
| 1975 | Mosca                     | 4            | Ko      | Nana Aleksandrija     | -         |
| 1978 | Bad Kissingen             | 8            | Ko      | Maia Chiburdanidze    | -         |
| 1981 | Tbilisi                   | 8            | Ko      | Nana Aleksandrija     | -         |
| 1984 | Soči                      | 8            | Ko      | Irina Levitina        | -         |
| 1986 | Malmö                     | 8            | 2       | Elena Achmylovskaja   | 9,5       |
| 1988 | Tskhaltubo                | 8            | 2       | Nana Ioseliani        | 10        |
| 1990 | Borjomi                   | 8            | 1       | Xie Jun               | 4,5       |
| 1993 | Shanghai / Monaco         | 9            | 2 + Ko  | Nana Ioseliani        | -         |
| 1995 | Tilburg / San Pietroburgo | 9            | 2 + Ko  | Zsuzsa Polgár         | -         |
| 1997 | Groninga                  | 9            | 2 + Ko  | Xie Jun               | 12,5      |
| 2019 | Kazan'                    | 8            | 2       | Aleksandra Gorjačkina | 9,5       |
| 2023 | Chongqing                 | 8            | Ko      | Lei Tingjie           | -         |
| 2024 | Toronto                   | 8            | 2       | Tan Zhongyi           | 9         |

Legenda
Il numero indica il numero di gironi che sono stati disputati in caso di girone all'italiana, "Ko" indica che il torneo era a eliminazione diretta.